# Municipio de Momax
El municipio de Momax (del caxcán: momax ‘Lugar donde se pesca con la mano’) es uno de los 58 municipios del estado mexicano de Zacatecas. Se localiza a 150 km al sur de la capital de Zacatecas. Limita al norte con Colotlán, Jalisco y al sur con el municipio de Tlaltenango de Sánchez Román, Zacatecas. La cabecera municipal está localizada en Momax, en este pueblo se puede encontrar atractivos turísticos como el cerro de San Miguel donde existen piedras labradas muy antiguas; también el balneario Aguacaliente, con aguas termales de manantial donde actualmente se trabaja en un proyecto para que sea accesible y se puedan visitar sus pilas y cabañas.

## Historia
El municipio de Momax forma parte de la región denominada "Cañón de Tlaltenango", ya que se encuentra ubicado a las márgenes del río que lleva el mismo nombre, no se sabe con certeza la fecha de su fundación, ya que el año 1956 se quemó el archivo del municipio y ahí se acabó lo que hubiera de historia, pero sabemos que es muy antiguo. Por datos obtenidos del Archivo General de la Nación se sabe que en 1591 en acciones llevadas a cabo en las llamadas "Capitulaciones de Tlaxcala", suscritas por el Virrey Don Luis de Velasco ordena llevar 400 indios tlaxcaltecas con sus mujeres e hijos a la recién conquistada Zona Chichimeca.
El primer dato que se tiene de Momax como Municipio libre es extraído del documento oficial que se encuentra en el Archivo General de la Nación fechado el 5 de febrero de 1837, en donde se menciona una amonestación matrimonial emitida por la Presidencia Municipal de Momax suscrita por el Sr. Mariano Torres.

## Geografía
El municipio de Momax se localiza a 150 km. Al sur oeste de la Capital del Estado, cruza por la carretera Zacatecas- Malpaso- Jerez- Tlaltenango- Guadalajara.
Sus límites geográficos son al norte con Colotlan, Jalisco, al sur con el municipio de Tlaltenango, Zacatecas al cual Momax estuvo integrado políticamente durante toda la colonia y por esta causa hay una gran afinidad en la historia de estos dos pueblos, al oriente colinda con el municipio de Joaquín Amaro, Zacatecas,  antes el Plateado al sur oeste con  Atolinga, Zacatecas. El Municipio tiene una altitud promedio de 1710 MSNM, está situado en la región fisiográfica de la Sierra Madre Occidental.

### Orografía
El municipio se sitúa entre dos cadenas montañosas, al poniente se encuentra la Mesa de Atolinga, al oriente la Sierra de Morones, ambas se dirigen de norte a sur.

### Hidrografía
En Momax como en la mayor parte del Cañón, la temporada de lluvias se inicia en el mes de junio, julio, agosto y septiembre, concluyendo los primeros días de octubre, generalmente todos los años son buenos en este sentido, lo que ha favorecido el desarrollo de la agricultura de temporal. En diciembre y enero aparecen lluvias conocidas como "Aguas Nieves" que son aprovechadas para los cultivos de invierno.

### Flora
Debido a lo privilegiado del Municipio en cuanto a clima, se encuentra con una gran variedad de vegetación, sobre todo a los márgenes de las torrentes, encontrándose árboles de gran follaje como sauces, nogales, mezquites, álamos, robles, encinos, aguacates, zapotes y plantas xerófilas como cactus, magueyes, nopales, también crecen arbustos y hierbas anuales.

### Fauna
Fauna Silvestre se encuentra compuesta por roedores y pequeños mamíferos como conejos, liebres, tusas, ardillas, coyotes, ratas de campo, tlacuaches, zorros, tejones, zorrillos, armadillos venados y gatos monteses. También existe una gran variedad de aves como palomas, cuervos, búhos, halcones, águilas, tordos, gorriones, golondrinas, pájaros carpinteros, etc. Entre los peces se encuentra la trucha, la carpa, el boquerón y el bagre.